# Szár
Szár (em alemão: Saar) é um município da Hungria, situado no condado de Fejér. Tem 22,63 km² de área e sua população em 2015 foi estimada em 1.635 habitantes.